# ISM Kroton
Inżynieryjny System Minowania (ISM) Kroton – polski system minowania narzutowego zabudowany na przystosowanym transporterze opancerzonym (TMN), przeznaczony do szybkiego stawiania  przeciwpancernych lub przeciwpiechotnych zapór minowych przez pododdziały wojsk inżynieryjnych szczebla taktycznego. Opracowany został na podwoziu transportera opancerzonego SPG-2A (rozwinięcia MT-LB) i był produkowany w Polsce przez Hutę Stalowa Wola.

## Historia
Prace nad systemem o kryptonimie Kroton rozpoczęto w Wojskowym Instytucie Techniki Inżynieryjnej we Wrocławiu w 1993 roku, w odpowiedzi na wymaganie ze strony Sztabu Generalnego. Jako podwozie użyto transporter SPG-2A w wersji wydłużonej z siedmioma parami kół, w którym pozostawiono opancerzoną kabinę i przedział silnikowy, a w tylnej części zabudowano cztery obrotowe bloki wyrzutni. Modelowy pojazd zbudowano w 1994 roku, a w 1995 roku zakończono próby kwalifikacyjne. Plany rozwoju Sił Zbrojnych przewidywały posiadanie 81 takich pojazdów, lecz ze względu na brak funduszy, program w 1997 roku zamrożono. Publicznie pojazd Kroton został zaprezentowany w 2001 roku na salonie MSPO w Kielcach. Dopiero w 2002 roku wojsko zamówiło dwa transportery minowania narzutowego partii próbnej. W stosunku do pojazdu modelowego wprowadzono pewne zmiany, w tym dodano opancerzone rozkładane burty, częściowo chroniące bloki wyrzutni oraz stanowiące podesty dla obsługi podczas przeładowania. Latem 2003 roku ukończono zmodyfikowany prototyp i skierowano go do prób.
Z uwagi na produkcję zarówno sprzętu do masowego minowania powierzchniowego (narzutowego) jak i samych min kasetowych, Polska nie podpisała międzynarodowej konwencji zakazującej używania tego rodzaju uzbrojenia.

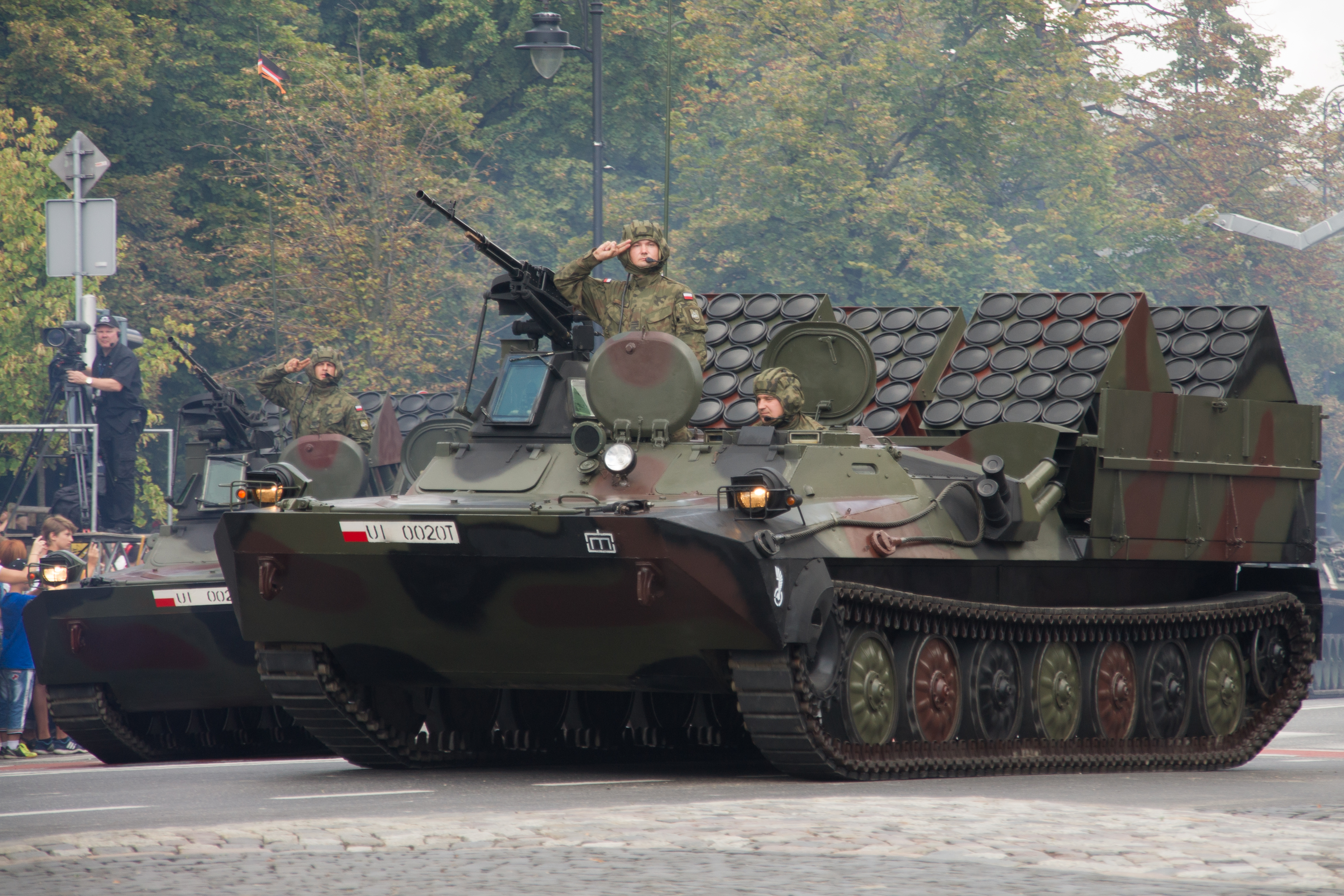
TMN Kroton

System ten nie został wprowadzony na szerszą skalę – Wojsko Polskie do 2019 roku zakupiło i używało jedynie 6 transporterów TMN (Transporter Minowania Narzutowego) Kroton. Pierwsze cztery dostarczono w latach 2004-2006.
W 2005 roku HSW opracowała także wersję na podwoziu kołowym Star 1466, z taką samą liczbą czterech bloków miotaczy min.
Wykorzystywane są przede wszystkim miny przeciwpancerne MN-123, opracowane w 2004 roku, zawierające dwustronną głowicę z penetratorem formowanym wybuchowo, mogącą przebić pancerz denny o grubości 60 mm stali. Mina wyposażona jest w zapalnik elektromagnetyczny, w kasecie znajdują się cztery miny z zapalnikiem natychmiastowym i jedna z zapalnikiem o działaniu zwłocznym.
Kolejnym systemem wdrażanym do bardziej masowej produkcji stał się Pojazd Minowania Narzutowego Baobab-K.

## Wyposażenie
- 400 min przeciwpancernych lub min przeciwpiechotnych, umożliwiające ustawienie pola minowego o wymiarach np. 60 na 600 metrów w czasie 15 minut[3];
- w 4 zestawach miotaczy min kasetowych po 20 szt w każdym;
- każda mina kasetowa zawiera pięć min o działaniu natychmiastowym MN123.1 i/lub zwłocznym MN123.2, miny mogą być wyrzucane na boki (na odległość od 0 do 90 m) i do tyłu pojazdu; masa kasety to 22,8–23 kg;
- karabin maszynowy NSW 12,7 mm,
- urządzenie wentylacyjne (z filtrami),
- urządzenie ogrzewcze,
- układ przeciwpożarowy o działaniu ręcznym lub automatycznym,
- przyrządy do obserwacji dzienno-nocnej.
- sygnalizator rentgenometryczny,
- urządzenia łączności wewnętrznej i zewnętrznej,
- zestaw do likwidacji skażeń.